# Proyecto Remo
El proyecto Remo es una interconexión eléctrica entre España y Marruecos. El proyecto se inició en 1997 con la instalación de la primera línea eléctrica y finalizó con la puesta en servicio de la segunda línea en junio del 2006.
La interconexión representa un avance en el desarrollo de las infraestructuras eléctricas en Marruecos y garantiza la seguridad y fiabilidad del suministro, aportando estabilidad al conjunto de los sistemas. Además, mejora la explotación técnica y económica de los sistemas de generación y transporte de energía de España y Marruecos.